# Alstonia boonei
Alstonia boonei är en oleanderväxtart som beskrevs av De Wild.. Alstonia boonei ingår i släktet Alstonia och familjen oleanderväxter. Inga underarter finns listade i Catalogue of Life.